# Sant Martí d’Albars
Sant Martí d’Albars település Spanyolországban, Barcelona tartományban. Lakosainak száma 140 fő (2024).

## Földrajza
Sant Martí d’Albars Lluçà, Perafita, Olost és Prats de Lluçanès községekkel határos.

## Népesség
A település lakosságának változását az alábbi diagram mutatja:
| Lakosok száma | 153  | 255  | 291  | 266  | 139  | 122  | 113  | 106  | 112  | 140  |
|               | 1717 | 1887 | 1936 | 1960 | 1986 | 2004 | 2009 | 2014 | 2019 | 2024 |